# Om du förlåter mig
Om du förlåter mig, skriven av Sofia Lagerström och Henrik Sethsson, är en av latinopopinfluerad balladlåt som det svenska dansbandet Date framförde i den svenska Melodifestivalen 2001.
Singeln placerade sig som högst på 52:a plats på den svenska singellistan.
Melodin testades på Svensktoppen, och låg på listan i sammanlagt två veckor under perioden 7 -14 april 2001 , med en sjätteplats respektive åttondeplats som bästa resultat där innan låten åkte ur .
Låten spelades också in på engelska, som "I Wanna be Alive".

## Listplaceringar
| Lista (2001) | Topplacering |
| ------------ | ------------ |
| Sverige      | 52           |

### Fotnoter
1. ↑  Svensktoppen - 7 april 2001
2. ↑  Svensktoppen - 14 april 2001
3. ↑  Svensktoppen - 21 april 2001
4. ↑  Placering på den svenska singellistan